# イエローマン 〜星の王子様〜
「イエローマン 〜星の王子様〜」（イエローマン ほしのおうじさま）は、サザンオールスターズの楽曲。自身の43作目のシングルとして、タイシタレーベルから8cmCD・12インチレコードで1999年3月25日に発売された。
2005年6月25日には12cmCDで再発売されている。2014年12月17日からはダウンロード配信、2019年12月20日からはストリーミング配信が開始されている。

## 背景・リリース
1999年に入り、第1弾ニューシングルとして発売された作品。発売に合わせて、自身のホームページがリニューアルされた。また、同じ発売日にオフィシャル・データ本『地球音楽ライブラリー サザンオールスターズ』がTOKYO FM出版より発売された。
本作発売後に全国ツアー「Se O no Luja na Quites（セオーノ・ルーハ・ナ・キテス） 〜素敵な春の逢瀬〜」を開催した。

## プロモーション
テレビ披露
| 放送日        | 番組名                   | 放送局     | 披露曲                          | 出典  |
| ------------- | ------------------------ | ---------- | ------------------------------- | ----- |
| 1999年3月12日 | ミュージックステーション | テレビ朝日 | 「イエローマン 〜星の王子様〜」 | [ 6 ] |

## チャート成績
本作の売上枚数は累計10.6万枚（オリコン調べ）を記録している。

## 収録曲
- 収録時間：9:53

1. イエローマン 〜星の王子様〜 (4:43)
（作詞・作曲:桑田佳祐　編曲:サザンオールスターズ）
曲の大まかなイメージは、桑田曰く「逆ビジュアル系」。売上枚数は揮わなかったが、桑田は気に入っている楽曲とコメントしている[8]。セールスとは対照的にファンからの人気は高く、2008年のライブ『真夏の大感謝祭』でファンを対象に投票を募ったリクエストランキングでは11位になった。高いセールスを記録し、演奏の頻度も多い「HOTEL PACIFIC」が12位で本楽曲のほうが上位だったため、桑田は「凄えなっていうか」「流石サザンファンと思いましたけどね」とコメントした[9]。
歌詞にある「Androgyny」は両性具有者という意味である[10]。
ミュージック・ビデオは「太街 （FAT TOWN）」と呼ばれる街の流行りのクラブで行われる「イエローマン with DOMINO」という架空のグループのライブが舞台となっており、特殊メイクを駆使し7時間かけて肥満体型を作った桑田が歌い動き回るシーンが特徴的となっている。アウトロでは普通の格好の桑田が登場し、ラーメンの中から見つけた星型の指輪を着用しラーメン屋を後にするシーンで締めくくっている。ゲストとして新日本プロレスの蝶野正洋が出演している[4][11]。
2004年11月に発売した「愛と欲望の日々/LONELY WOMAN」のカップリング曲として同年7月18日にディファ有明で行われた『海の日ライブ』での演奏音源が収録されているが、原曲とはテンポやアレンジなどがかなり異なっている。また、ラストのセリフは演奏からカットされている[12]。
2. 夏の日のドラマ (5:10)
（作詞・作曲:桑田佳祐　編曲:サザンオールスターズ）
ドラムスの松田弘ボーカル曲。爽やかなラブソングに仕上がっており、桑田が作詞・作曲、松田がボーカルを担当する組み合わせは1982年の楽曲「翔(SHOW) 〜鼓動のプレゼント」以来である[4]。

## 参加ミュージシャン
- 桑田佳祐:Vocal(#1)、Guitar(#1,2)、Chorus(#2)
- 大森隆志:Guitar(#1,2)
- 原由子:Keyboards, Chorus(#1,2)
- 関口和之:Bass(#1,2)
- 松田弘:Drums(#1,2)、Vocal(#2)
- 野沢秀行:Percussion(#1,2)
- イエローマン 〜星の王子様〜
  - 角谷仁宣:Computer Programming
  - 斎藤誠:Ah-Chorus
  - CLITOLINA:Voice
- 夏の日のドラマ
  - 角谷仁宣:Computer Programming
  - 小倉博和:Electric Guitar
- Tommy Snyder:Special Thanks

## 収録アルバム
| 曲名                        | 作品名                          |
| --------------------------- | ------------------------------- |
| イエローマン 〜星の王子様〜 | 海のOh, Yeah!!                  |
| 夏の日のドラマ              | バラッド3 〜the album of LOVE〜 |

## ミュージック・ビデオ収録作品
| 曲名                        | 作品名                                      | 備考                       |
| --------------------------- | ------------------------------------------- | -------------------------- |
| イエローマン 〜星の王子様〜 | SPACE MOSA 〜SPACE MUSEUM OF SOUTHERN ART〜 | 一部のみ収録。現在は廃盤。 |
| イエローマン 〜星の王子様〜 | ベストヒットUSAS (Ultra Southern All Stars) |                            |
| 夏の日のドラマ              | 未収録                                      |                            |

## ライブ映像作品
| 曲名                        | 作品名                                                                                            | 備考         |
| --------------------------- | ------------------------------------------------------------------------------------------------- | ------------ |
| イエローマン 〜星の王子様〜 | SPACE MOSA 〜SPACE MUSEUM OF SOUTHERN ART〜                                                       | 現在は廃盤。 |
| イエローマン 〜星の王子様〜 | FILM KILLER STREET (Director's Cut) & LIVE at TOKYO DOME                                          |              |
| イエローマン 〜星の王子様〜 | LIVE TOUR 2019 “キミは見てくれが悪いんだから、アホ丸出しでマイクを握ってろ!!” だと!? ふざけるな!! |              |
| 夏の日のドラマ              | 未収録                                                                                            |              |